# Ozineus cretatus
Ozineus cretatus är en skalbaggsart som beskrevs av Monné och Martins 1976. Ozineus cretatus ingår i släktet Ozineus och familjen långhorningar. Inga underarter finns listade i Catalogue of Life.